# Léry (Québec)
Pour les articles homonymes, voir Léry.
Léry est une ville dans la municipalité régionale de comté de Roussillon au Québec (Canada), située dans la région administrative de la Montérégie. Son caractère est essentiellement résidentiel.

## Toponymie
C'est par reconnaissance à Joseph-Arthur Trudeau, qui a joué un rôle important lors de la fondation de la ville, à l'époque de la Première Guerre mondiale, que l'on a voulu honorer son épouse, Marie-Louise Couillard de l'Espinay. Celle-ci était apparentée à la famille de Léry, dont le plus éminent représentant était alors Gaspard-Joseph Chaussegros de Léry, officier d'infanterie et ingénieur militaire.

## Géographie
La municipalité longe les rives du lac Saint-Louis, un élargissement du fleuve Saint-Laurent, sur plus de 7 km.

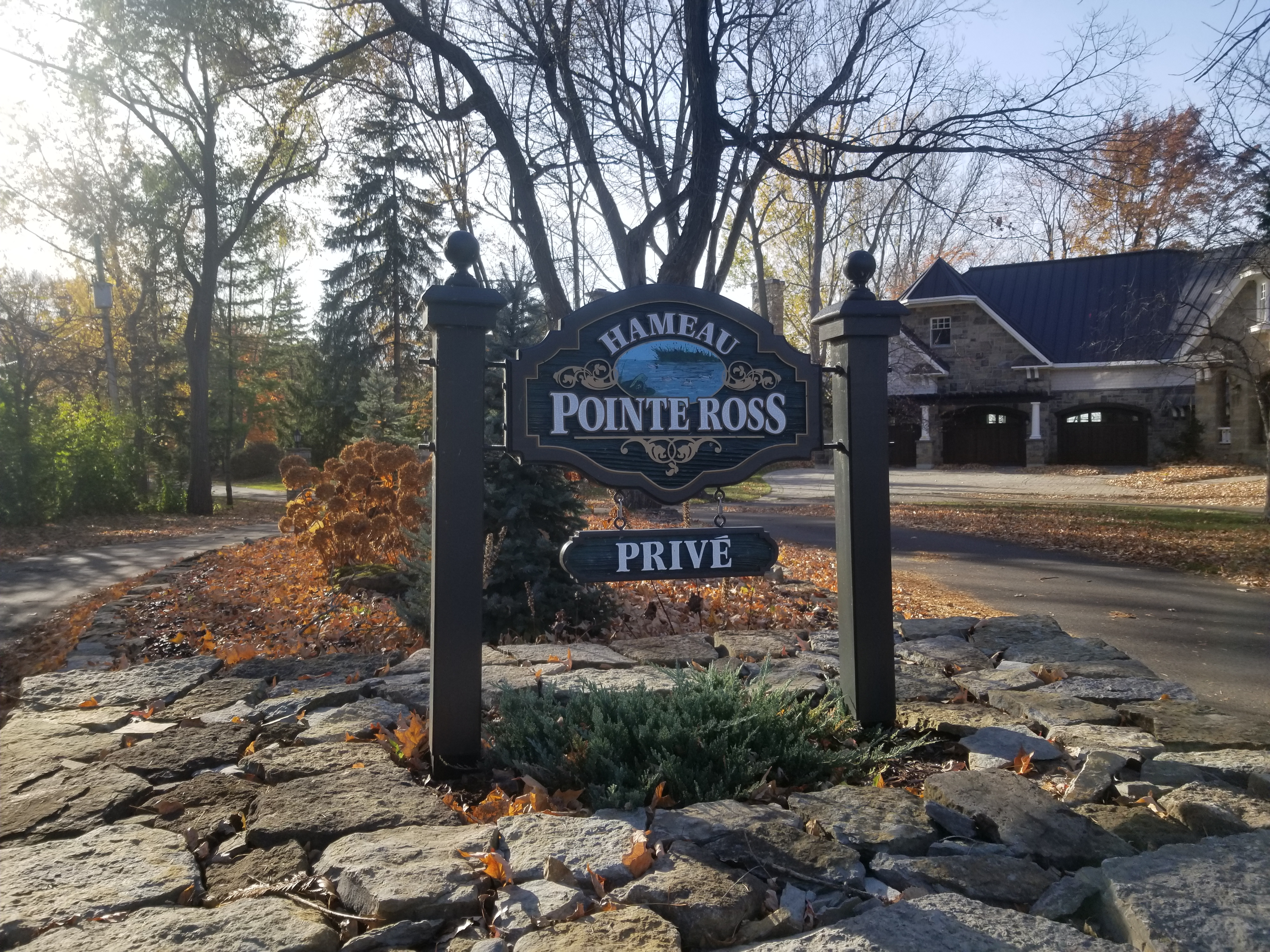
Hameau de la Pointe Ross, Léry.

Léry est reliée à la région par la route 132 qui la traverse.  
L'autoroute 30 traverse une partie du territoire, sans toutefois posséder d'échangeur avec le réseau routier de la municipalité. Un système de transport en commun permet à ses résidents d'accéder à Montréal.
À l'intérieur de la municipalité se trouve le hameau de Pointe Ross, qui est très connu pour le Manoir Ross. Ce manoir a recu plusieurs visites de la part de la reine Élisabeth II d'Angleterre[Pas dans la source][réf. nécessaire].

## Démographie
| 1991  | 1996  | 2001  | 2006  | 2011  | 2016  | 2021  |
| ----- | ----- | ----- | ----- | ----- | ----- | ----- |
| 2 429 | 2 410 | 2 378 | 2 385 | 2 307 | 2 318 | 2 390 |

## Administration
Les élections municipales se font en bloc et suivant un découpage de six districts.
| Léry Maires depuis 2002                                                                                              |               |         |          |
| Élection | Maire         | Qualité | Résultat |
| 2002 | Yvon Mailhot  |         | Voir     |
| 2005 | Yvon Mailhot  | Voir    |          |
| 2009 | Yvon Mailhot  | Voir    |          |
| 2013 | Walter Letham |         | Voir     |
| 2017 | Walter Letham | Voir    |          |
| 2021 | Kevin Boyle   |         | Voir     |
| Élection partielle en italique Depuis 2005, les élections sont simultanées dans toutes les municipalités québécoises |               |         |          |

- Les élections de novembre 2013

## Loisir
Son territoire possède aussi un terrain de golf constitué de deux parcours de 18 trous et quelques endroits pour mouiller des embarcations au lac.

## Personnalités liées
- Hubert Reeves, astrophysicien, passe son enfance à Léry.